# Грант Ірвайн
Грант Ірвайн (англ. Grant Irvine, 17 березня 1991) — австралійський плавець.
Учасник Олімпійських Ігор 2016 року.
Призер Чемпіонату світу з водних видів спорту 2017 року.
Призер Чемпіонату світу з плавання на короткій воді 2012 року.
Призер Пантихоокеанського чемпіонату з плавання 2018 року.
Призер Ігор Співдружності 2014 року.